# Le Jugement dernier (Lucas van Leyden)
Pour les articles homonymes, voir Jugement dernier (homonymie).
Le Jugement dernier est un triptyque du peintre néerlandais Lucas van Leyden, réalisé en 1526-1527. Cette huile sur bois est une peinture chrétienne représentant, ouvert, le Jugement dernier avec au centre la Sainte Trinité, le panneau de gauche montrant le Paradis et celui de droite l'Enfer, lequel est figuré par la gueule d'un poisson en feu. Le triptyque fermé montre les saints Pierre et Paul avec en arrière-plan le naufrage de saint Paul au large de Malte. Commandé par des habitants de Leyde pour rendre hommage à leur père décédé, l'œuvre a été accrochée à l'église Saint-Pierre puis à l'hôtel de ville de Leyde. Elle est conservée au musée De Lakenhal depuis 1872. 

Peintures des volets  extérieurs du triptyque fermé.
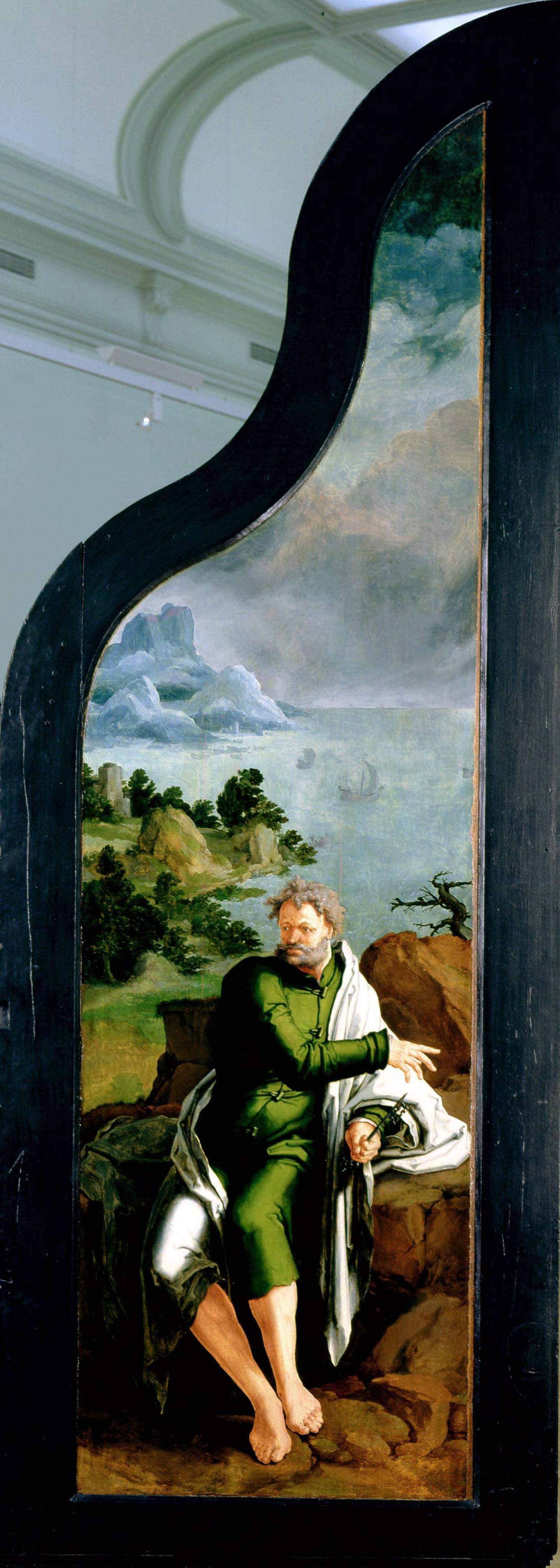
Saint Pierre.
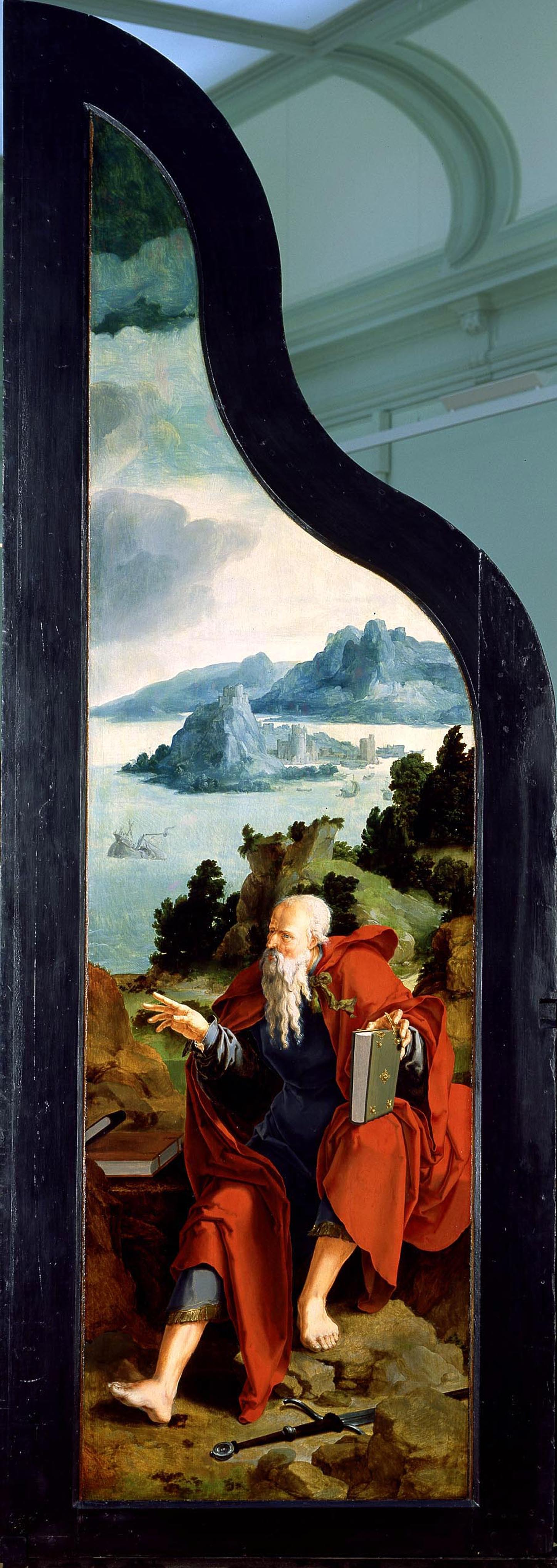
Saint Paul.